# نشنال پارک، نیوجرسی
نشنال پارک (به انگلیسی: National Park) شهری در ایالت نیوجرسی کشور ایالات متحده آمریکا است که جمعیت آن در سرشماری سال ۲۰۱۰ میلادی، ۳٬۰۳۶ نفر بوده‌است.